# Bridge Across Forever
| Оценки критиков | Оценки критиков |
| Источник        | Оценка          |
| --------------- | --------------- |
| Allmusic        | [ 2 ]           |
| Bright Eyes     | (11/13)         |
| DPRP            | (+)             |

Bridge Across Forever («Мост через вечность») — второй студийный альбом американской прогрессив-рок-супергруппы Transatlantic, выпущен 9 октября 2001 года на лейбле Metal Blade.

## Об альбоме
Bridge Across Forever был записан в студии «Dark Horse Studios» в Нашвилле, (штат Теннесси, США) в январе 2001 года. Несмотря на то, что в треклист альбома входят всего лишь 4 композиция, общая продолжительность полноформатника почти 77 минут. В окончательном результате альбом состоит из композиций: «Duel With The Devil» и «Stranger In Your Soul», первоначально написанных Нилом Морсом, но изменённых в ходе работы над ними всей группы, заглавной «Bridge Across Forever», полностью написанную Нилом Морсом, и «Suite Charlotte Pike», которая была сочинена в студии. Позже к альбому был выпущен DVD «Building the Bridge» о создании альбома, который в 2006 году будет выпущен вместе с DVD «Live in America».

## Список композиций

### Обычное издание
Вся музыка и слова написаны всеми участниками группы Transatlantic.
| №                   | Название | Длительность                        |
| ------------------- | --- | ----------------------------------- |
| 1.                  | «Duel With The Devil» I. «Motherless Children» II. «Walk Away» III. «Silence Of The Night» IV. «You’re Not Alone» V. «Almost Home»                                                   | 26:43 7:06 4:19 4:23 3:49 7:06      |
| 2.                  | «Suite Charlotte Pike" I. «If She Runs» II. «Mr. Wonderful» III. «Lost And Found Pt. 1» IV. «Temple Of The Gods» V. «Motherless Children / If She Runs (Reprise)»                    | 14:30 4:38 2:42 1:32 2:21 3:37      |
| 3.                  | «Bridge Across Forever» (Нил Морс, Селеста Принц) | 5:33                                |
| 4.                  | «Stranger In Your Soul» I. «Sleeping Wide Awake» (6:03) II. «Hanging In The Balance» III. «Lost And Found Pt. 2» IV. «Awakening The Stranger» V. «Slide» VI. «Stranger In Your Soul» | 30:00 6:03 3:23 3:07 5:05 4:02 4:24 |
| Общая длительность: | Общая длительность: | 76:46                               |

### Специальное издание
Специальное издание включает в себя два CD, на одном из которых содержится весь альбом, а на другом кавер-версии на композиции групп Pink Floyd, The Beatles, Deep Purple и демо- и видео-записи. Два диска упакованы в диджипак с 28-страничным цветным буклетом.
| №                   | Название                                            | Первоначальный исполнитель | Длительность |
| ------------------- | --------------------------------------------------- | -------------------------- | ------------ |
| 1.                  | «Shine On You Crazy Diamond»                        | Pink Floyd                 | 15:27        |
| 2.                  | «Studio Chat»                                       |                            | 4:50         |
| 3.                  | «And I Love Her» (Studio Jam)                       | The Beatles                | 7:53         |
| 4.                  | «Smoke on the Water» (Studio Jam as "Transpacific") | Deep Purple                | 4:20         |
| 5.                  | «Dance With The Devil» (Original Demo)              | Morse                      | 9:01         |
| 6.                  | «Roine's Demo Bits» (Original Demo)                 | Stolt                      | 11:58        |
| 7.                  | «Interactive Section» (Video)                       |                            |              |
| Общая длительность: | Общая длительность:                                 | Общая длительность:        | 53:37        |

## Участники записи

### Состав группы
- Нил Морс — вокал, клавишные, гитара
- Майк Портной — ударные
- Ройне Столт — гитара
- Пит Тревейвас — бас-гитара

### Приглашённые музыканты
- Крис Кармайкл — скрипка, альт, виолончель
- Keith Mears — саксофон
- Хор «Elite» — бэк-вокал